# 吊刑路

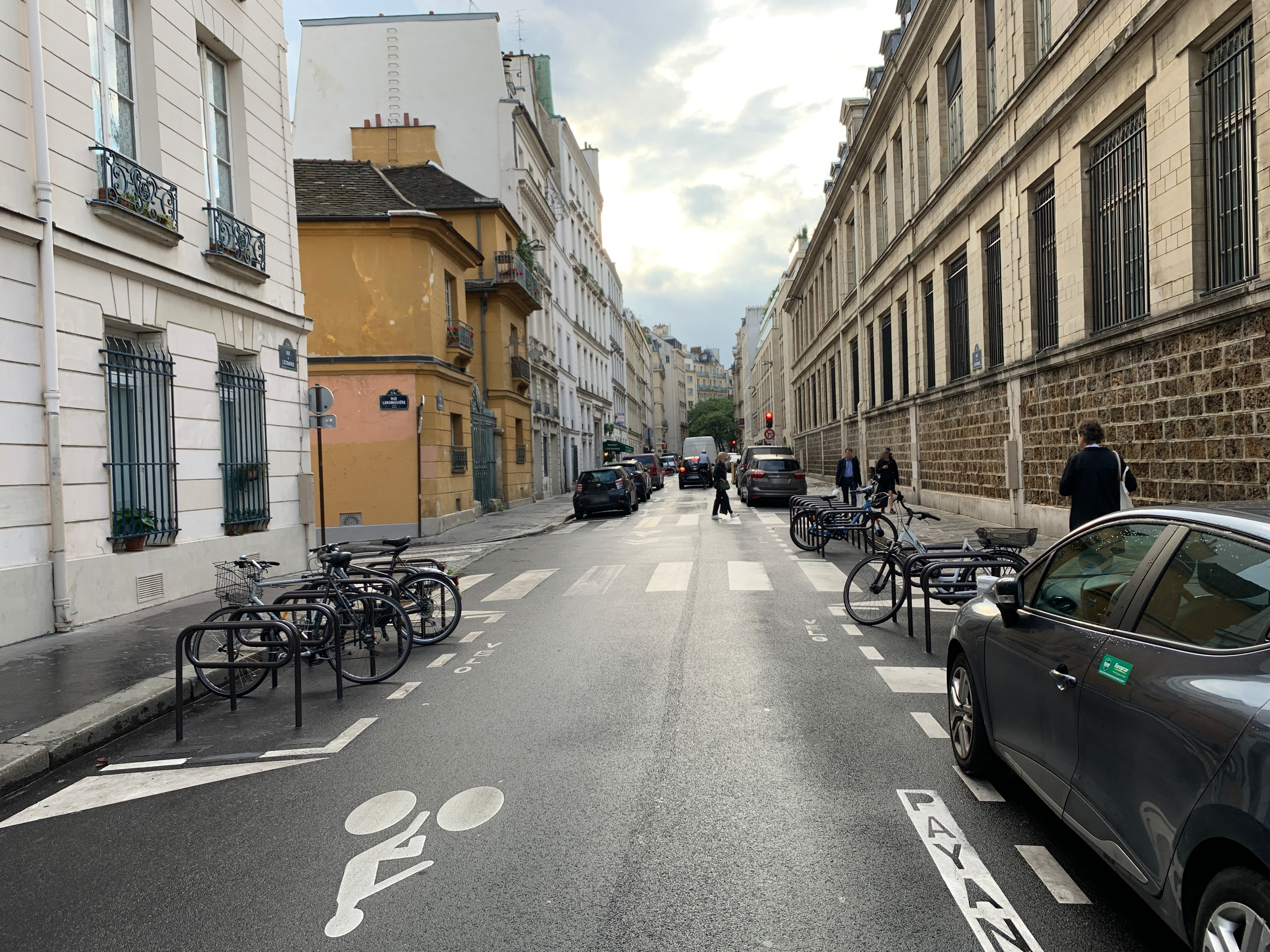
吊刑路（2021年7月）

吊刑路（Rue de l'Estrapade）是巴黎第五区的一条街道，其走向即原来腓力二世·奧古斯都城墙的一段。
这条街和附近的吊刑广场（place de l'Estrapade）都是得名于吊刑，这是一种旧时的刑罚。一些新教徒曾在此受酷刑。